# 米英俊
米英俊（1917年10月—1943年10月4日），山东泰安升家庄（今属肥城市）人，回族，中国共产党党员，中共革命烈士。抗日战争期间，他组织回民成立抗日小组（后改编为八路军回民连）活跃于泰西一带进行抗日活动，1943年10月4日在土屋山突围战斗中受伤逝世。

## 生平
1917年10月，米英俊出生于山东省泰安县升家庄村（今属泰安市肥城市安驾庄镇）的一个回族武术世家:24。9岁时入陈家埠私塾，后就读于萃英中学。他自小学会了绘画和弹琴，并且精于武术，曾两次随其祖父参加山东省武术比赛并获得一等奖。1935年他从初中毕业，受聘为泰安县国术馆做教师。1937年卢沟桥事变爆发后，米英俊辞去教师工作，返回家乡肥城并用传统的肥城四蟹戏以及自编自演的秧歌调宣传鼓动抗日:193-194。
1937年末，由于济南、泰安被日军攻克，升家庄一带亦多次受到日本军队抢掠，米英俊于是在山东西区人民抗敌自卫团的帮助下建立了一个18人的回民抗日游击小组，该游击小组的装备十分简陋，仅有一把驳壳枪，其余武器主要为土枪土炮:195。1938年，米英俊带领其游击队在肥城南成功伏击了一支由泰安到东平的日军运输车队，首战告捷:172。此后他活跃于边院至安驾庄一带的公路沿线，袭击、骚扰日本军队和伪军，导致日军及伪军不敢轻易离开据点。在游击活动中，该武装迅速扩大，1939年，该武装人数达到一百余人，并被正式编为八路军115师东进抗日挺进纵队第六支队独立团回民连，米英俊为连长。此后，米英俊带领其部队在肥城、界首等地区主动出击并获得多次胜利。这一年，八路军115师东进支队进驻升家庄，为回民连补充弹药，还赠送给米英俊《论持久战》:195。3月，米英俊加入中国共产党。
1940年春，回民连在馍馍山与出来扫荡的日伪军突然相遇，回民连在重创日伪军后追击，追击后一举攻入其据点并使一部分伪军投降，这次战斗使得回民连声威大振。1941年，伪军在孙家庄设置据点，八路军准备攻克此据点，回民连担任主攻任务，米英俊带领由回民连中三十余人组成的敢死队进攻碉堡，经过三次进攻最终在夜间拿下碉堡:195。1941年10月，随着日军治安强化运动的开始，八路军在泰西陷入困境。回民连遂转移至黄河以西进行整训补充，1942年，回民连又回到泰西地区。1942年7月，中共军队攻打东平县苍邱镇的日军，米英俊带领回民连在苍邱南寨门进行正面主攻，寨门攻破后，米英俊冲进寨门同日伪军及红枪会进行白刃战，为攻占苍邱立下奇功:24。10月，日军扫荡馍馍山，回民连在协助八路军东进支队一团一连全歼外出扫荡的日军后，又于下午全歼了姜庄据点的日伪军。1943年夏，米英俊升任肥城县独立营副营长，这一年，他带领独立营连续攻克多个日伪军据点并俘虏、歼灭红枪会和伪军数百人。
1943年10月4日，驻守长清的日军扫荡长清县土屋山，米英俊随后率领独立营阻击，其部队边打边撤，撤离到土屋山山口处时米英俊被隐蔽的日军机枪击中受重伤，经抢救无效后身亡，葬于长清，终年26岁。1944年其追悼会在平阴县召开，追悼会上，米英俊生前带领的回民连以及中共领导下的其他回民抗日力量被整合起来，成立以其名字命名的“米英俊回民支队”。中华人民共和国成立后，米英俊被追认为革命烈士。1963年，米英俊遗骨迁葬于泰山烈士陵园。

## 为人
米英俊擅长武术，他在多次战斗亲自上阵，甚至同日军进行肉身搏击。米英俊及其部队战斗勇猛，在同其他部队的协同战斗中往往担任正面主攻任务。他尤其擅长夜战，其部队被称为“夜老虎连”，而多次攻占日伪军据点也使其部队获得“拔钉子专业队”之称。他的部队纪律严明，1943年为荒年，其部队在严重缺乏食物供给的情况下只能靠野菜充饥，但他规定即使外出采野菜也不能和群众争抢:196。
米英俊是一位虔诚的穆斯林:195，他的回民连中有少数汉族人，为了防止冲突，他禁止回民连汉族成员吃猪肉，但他在地方上慰劳汉族战士时会捎带给汉族战士猪肉以改善其生活，并告诉回民要尊重汉俗谨防冲突:195-196。他还在回族人中宣传和斥责日本军队在西界前营清真寺挂猪肉侮辱回族人的行为，以此激发回族人的抗日情绪。